# Rabbi Meir
Rabbi Meir Baal HaNes ("il Taumaturgo"), o semplicemente Rabbi Meir (ebraico: רבי מאיר) (Israele, II secolo – ...) è stato un rabbino ebreo antico Tanna della 4ª generazione (135 - 170 e.v.).
Considerato uno dei più grandi Tannaim della quarta generazione, all'epoca della Mishnah. Secondo il Talmud, suo padre era un discendente dell'Imperatore Romano Nerone, che si era convertito all'ebraismo. Sua moglie Bruriah è una delle rare donne citate nella Gemara. Meir è il terzo Saggio più frequentemente menzionato nella Mishnah.
Nel Talmud babilonese, Trattato Ghittin p. 4a, si afferma che tutte le Mishnah anonime sono attribuite a Rabbi Meir. Tale regola fu necessaria poiché, a seguito di un futile tentativo di forzare le dimissioni del capo del Sinedrio, le opinioni di Rabbi Meir furono annotate, non a suo nome, ma con la diciturara "Altri dicono...".
"Meir" potrebbe essere stato un soprannome. Si pensa che il vero nome del rabbino sia stato Nahori o Misha. Il nome Meir, che significa "Illuminatore", gli fu dato perché illuminava gli occhi degli studiosi e degli allievi durante lo studio della Torah.

## Leggenda
Il soprannome "Maestro del Miracolo" si basa sulla seguente storia: Rabbi Meir era sposato con Bruriah, la figlia di Rabbi Haninah ben Teradion, uno dei "Dieci Martiri". Il governo  ordinò l'esecuzione della coppia per aver insegnato la Torah pubblicamente. La sorella di Bruriah fu mandata per punizione in un bordello. Rabbi Meir prese allora un sacchetto di monete d'oro e andò al bordello travestito da cavaliere romano. Offerse il denaro come tangente alla guardia. La guardia rispose: "Quando verrà il mio supervisore, noterà che manca e mi ucciderà". Rabbi Meir rispose: "Prendi la metà dei soldi per te e utilizzare l'altra metà per corrompere i funzionari." La guardia continuò, "E quando non ci sarà più denaro e i miei superiori verranno - allora cosa farò?" Rabbi Meir rispose:
la guardia chiese «E come posso aver garanzia che ciò succederà e sarò salvato?» Rabbi Meir rispose: “Guarda: ci sono dei cani feroci laggiù, che divorano gli uomini. Andrò da loro e vedrai tu stesso cosa succede.” Rabbi Meir s'incamminò verso i cani e questi si slanciarono contro di lui per divorarlo. Meir gridò “Dio di Meir - rispondimi!” e i cani si allontanarono. La guardia si convinse e liberò la ragazza. Quando il gruppo di supervisori venne a controllare, la guardia li corruppe coi soldi. Quando i soldi finirono, arrestarono la guardia e lo condannarono a morte per impiccagione. Quando cominciarono a tirare la corda intorno al suo collo, la guardia esclamò “Dio di Meir - rispondimi!” e la corda si spezzò.
Da allora si tramandò la tradizione che un ebreo i n crisi dovesse offrite della carità in memoria di Rabbi Meir. Si deve poi dire “Dio di Meir - rispondimi!"  Si fondarono in seguito numerose organizzazioni caritatevoli intitolate a Rabbi Meir, che include la Rabbi Meir Baal HaNes Salant Charity creata nel 1760 da Rabbi Shmuel Salant.

## Riferimenti talmudici
Nella Gemara al Trattato Eruvin del Talmud babilonese, c'è una lunga discussione sul vero nome di questo Rabbi Meir. Al 13b c'è, senza argomentazione, una semplice dichiarazione che questo Rabbi Meir è "Eleazar ben Arach", uno degli studenti di Rabbi Jochanan Ben Zakkai. Questo Eleazar ben Arach è grandemente lodato nell‘Avot di Rabbi Natan. Infatti al 2:8 dell‘ "Avot" di Rabbi Nathan, questo Eleazar ben Arach viene presentato come il più grande dei Saggi, incluso Rabbi Eliezer ha Gadol. Inoltre nella Gemara del Trattato Haggigah del Talmud babilonese [14b] questo stesso Eleazar ben Arach viene presentato come uno studente di Rabbi Jochanan Ben Zakkai che, in giovane età, aveva imparato e approfondito il significato delle rivelazioni mistiche associate con "l'Opera del Carro".
Nel libro "The Written" as the Vocation of Conceiving Jewishly, questo problema viene esaminato e si asserisce che la virtuale scomparsa di Eleazer Ben Arach dalla scena rabbinica, permise l'uso di questo nome come fosse un cognome per Rabbi Meir, col beneplacito del Rabbinato che approvò questo "nome di copertura" quale onore per questo grande studioso.
Prima discepolo di Elisha ben Abuyah e poi di Rabbi Akiva, Rabbi Meir fu uno dei Tannaim più importanti per la Mishnah. Gli insegnamenti di Akiva, citati tramite il suo discepolo Rabbi Meir, divennero la base della Mishnah. Rabbi Meir è l'autorità che viene citata anche per molti Aggadot e Halakhot tuttora studiati. Inoltre, Rabbi Meir fu un attivo partecipante nella rivolta di Bar Kokhba.
Ventiquattomila studenti di Rabbi Akiva morirono durante un'epidemia di peste. Solo cinque ne sopravvissero, tra cui Rabbi Meir. Gli altri quattro furono: Rabbi Judah bar Ilai, Rabbi Eleazar ben Shammua, Rabbi Jose ben Halafta e Rabbi Shimon bar Yochai.

## Tomba a Tiberiade

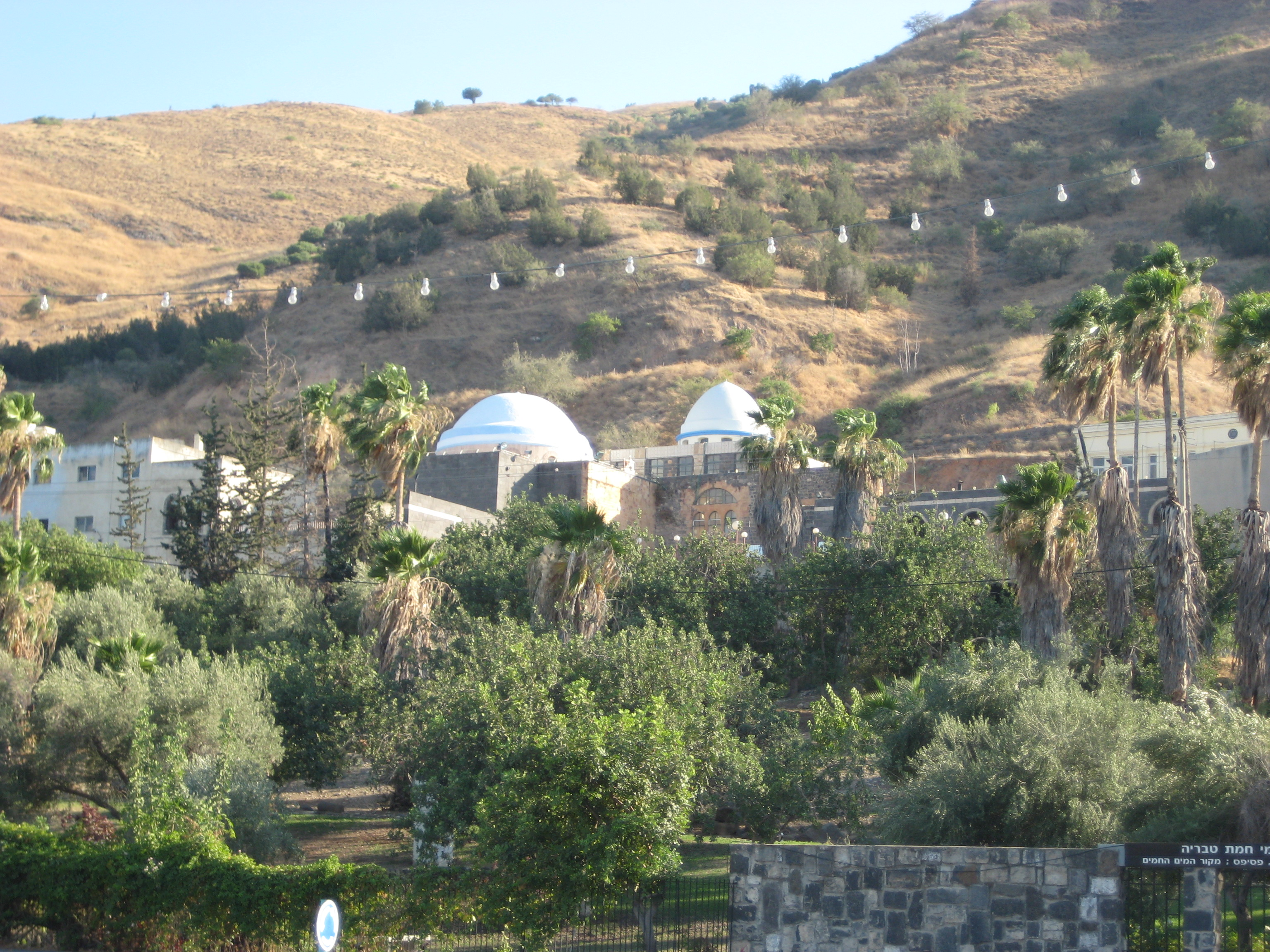
Veduta della tomba di Rabbi Meir, dalla spiaggia del Mare di Galilea.

Sebbene Rabbi Meir fosse morto fuori della Terra di Israele, fu in seguito trasportato a Tiberiade (la stessa città dove è sepolto il suo insegnante Rabbi Akiva) e lì sepolto in posizione verticale vicino al Kinneret. Aveva infatti richiesto di esser seppellito a Eretz Yisrael vicino alla spiaggia in modo che l'acqua lambisse la sua tomba. Visitatori del suo sepolcro tradizionalmente recitano Tehillim e una preghiera speciale. Ogni anno, migliaia di ebrei visitano la sua tomba in pellegrinaggio per ricevere benedizioni di successo e salute, specialmente durante il suo yahrtzeit (anniversario della morte), il 14 di Iyar, noto anche come Pesach Sheni ("Seconda Pesach o anche la festa della "seconda possibilità").